# 叶赫部城址
叶赫部城址位于中国吉林省四平市铁东区叶赫满族镇。2006年，中国国务院公布为第六批全国重点文物保护单位（古遗址）。